# Bo Hamburger
Bo Hamburger (født 24. maj 1970) er en tidligere professionel dansk cykelrytter. Efter cykelkarrieren har han forsøgt sig med flere forskellige jobs, hvor han blandt andet har ageret cykelsportsekspert. I 2014 blev han ansat som sportsdirektør hos det danske kontinentalhold Christina Watches-Kuma. I 2016 var han med til at etablere et nyt dansk cykelhold, et kontinentalhold, med navnet Futura Cycling Concept.

## Resultater
Bo Hamburger har i karrierens løb blandt andet vundet en etape i Tour de France (8. etape, 1994) og DM i 2000. Derudover vandt han La Flèche Wallonne i 1998.
Han vandt sølv ved VM i landevejsløb i 1997 i Spanien.. I Tour de France i 1995 blev Bo Hamburger nr. to i ungdomskonkurrencens samlede klassement efter Marco Pantani.
Hamburger deltog i Tour de France fra 1993 til 2000. Hans bedste samlede resultat var en 13. plads i 1996. I 1998 havde han æren af at køre i den gule førertrøje på en enkelt etape. Han afsluttede sin karriere med udgangen af 2006.
Hamburgers øvrige resultater er: Nr. 6 ved VM i landevejscykling i 2003. Nr. 2 ved DM i 1996 og 1998. Etapevinder i Paris-Nice i 2000. Etapesejr og samlet nr. 2 i Danmark Rundt i 1995.

## Hold

### Rytter
Bo Hamburger var professionel fra 1991 – 2006 og kørte på følgende hold:
- 1991-1997: TVM[17]
- 1998: Casino[17]
- 1999: Cantina Tollo[17]
- 2000: Memory Card Jack & Jones[17]
- 2001: CSC/World Online[17]
- 2002: Index Alexia Alluminio[17]
- 2003: Formaggi Pinzolo Fiave
- 2004-2005: Acqua e Sapone[17]
- 2006: Miche[17][17]

### Sportsdirektør eller medejer
- 2013-2014 Christina Watches-Kuma (sportsdirektør)[18]
- 2016- Futura Cycling Concept (medejer)[19]

## Doping
I 2001 var Bo Hamburger involveret i en dopingsag, hvor han i første omgang blev testet positiv for brug af EPO. Han blev sidenhen frikendt hos Danmarks Idræts-Forbund og af den internationale sportsdomstol i 2002.
I selvbiografien selvbiografien "Den største pris – en cykelrytters bekendelser" udgivet efteråret 2007 erkendte Hamburger at have taget EPO umiddelbart efter Giro d'Italia i 1995. I starten af 1997 fandt han ud af, at han havde en naturlig høj hæmatokritværdi, og når han tog EPO var han konstant over 50, som var grænsen for om "man blev taget" i kontrollen. Derfor stoppede han ifølge selvbiografien med at tage EPO i april eller maj 1997.
I en rapport offentliggjort den 24-07-2013 af et fransk ministerium står Bo Hamburger anført som testet positiv for EPO to gange under Touren 98.
I foråret 1996 forsøgte Hamburger iflg. selvbiografien at tage væksthormon. Han erfarede dog, at det slet ikke duede for ham og faktisk bevirkede, at han kørte langsommere.